# STS-82
STS-82 est la vingt-deuxième mission de la navette spatiale Discovery.

## Équipage
- Commandant : Kenneth D. Bowersox (4)  États-Unis
- Pilote : Scott J. Horowitz (2)  États-Unis
- Spécialiste de mission : Joseph R. Tanner (2)  États-Unis
- Spécialiste de mission : Steven A. Hawley (4)  États-Unis
- Spécialiste de mission : Gregory J. Harbaugh (4)  États-Unis
- Spécialiste de mission : Mark Charles Lee (4)  États-Unis
- Spécialiste de mission : Steven L. Smith (2)  États-Unis

Le chiffre entre parenthèses indique le nombre de vols spatiaux effectués par l'astronaute au moment de la mission.

## Paramètres de la mission
- Masse :
  - Navette au décollage : ? kg
  - Navette à vide : 83 122 kg
  - Chargement : ? kg
- Périgée : 475 km
- Apogée : 574 km
- Inclinaison : 28,4698°
- Période : 95,2 min

### Sorties dans l'espace
- Lee et Smith  - EVA 1
- Début de EVA 1 : 14 février 1997 - 04h34 UTC
- Fin de EVA 1 : 14 février 1997 - 11h16 UTC
- Durée : 6 heures, 42 minutes

- Harbaugh et Tanner  - EVA 2
- Début de EVA 2 : 15 février 1997 - 03h25 UTC
- Fin de EVA 2 : 15 février 1997 - 10h52 UTC
- Durée : 7 heures, 27 minutes

- Lee et Smith  - EVA 3
- Début de EVA 3 : 16 février 1997 - 02h53 UTC
- Fin de EVA 3 : 16 février 1997 - 10h04 UTC
- Durée : 7 heures, 11 minutes

- Harbaugh et Tanner  - EVA 4
- Début de EVA 4 : 17 février 1997 - 03h45 UTC
- Fin de EVA 4 : 17 février 1997 - 10h19 UTC
- Durée : 6 heures, 34 minutes

- Lee et Smith  - EVA 5
- Début de EVA 5 : 18 février 1997 - 03h15 UTC
- Fin de EVA 5 : 18 février 1997 - 08h32 UTC
- Durée : 5 heures, 17 minutes

## Objectifs
L'objectif de la mission STS-82 fut une mission d'entretien du télescope spatial Hubble.